# Veneux-les-Sablons
Veneux-les-Sablons is een plaats en voormalige gemeente in het Franse departement Seine-et-Marne in de regio Île-de-France en telt 4713 inwoners (2005).

## Geschiedenis
Veneux-les-Sablons maakte tot 22 maart 2015 deel uit van het kanton Moret-sur-Loing. Op die dag werd het kanton opgeheven en de gemeente werd opgenomen in het kanton Montereau-Fault-Yonne. Op 1 januari 2017 fuseerde de gemeente met de commune nouvelle Moret Loing et Orvanne, waarop de naam werd gewijzigd naar Moret-Loing-et-Orvanne. Deze gemeente maakt deel uit van het arrondissement Fontainebleau.

## Geografie
De oppervlakte van Veneux-les-Sablons bedraagt 4,0 km², de bevolkingsdichtheid is 1178,3 inwoners per km².

## Verkeer en vervoer
In de gemeente ligt spoorwegstation Moret - Veneux-les-Sablons.
De onderstaande kaart toont de ligging van Veneux-les-Sablons met de belangrijkste infrastructuur en aangrenzende gemeenten.

## Demografie
Onderstaande figuur toont het verloop van het inwonertal (bron: INSEE-tellingen).

## Externe links

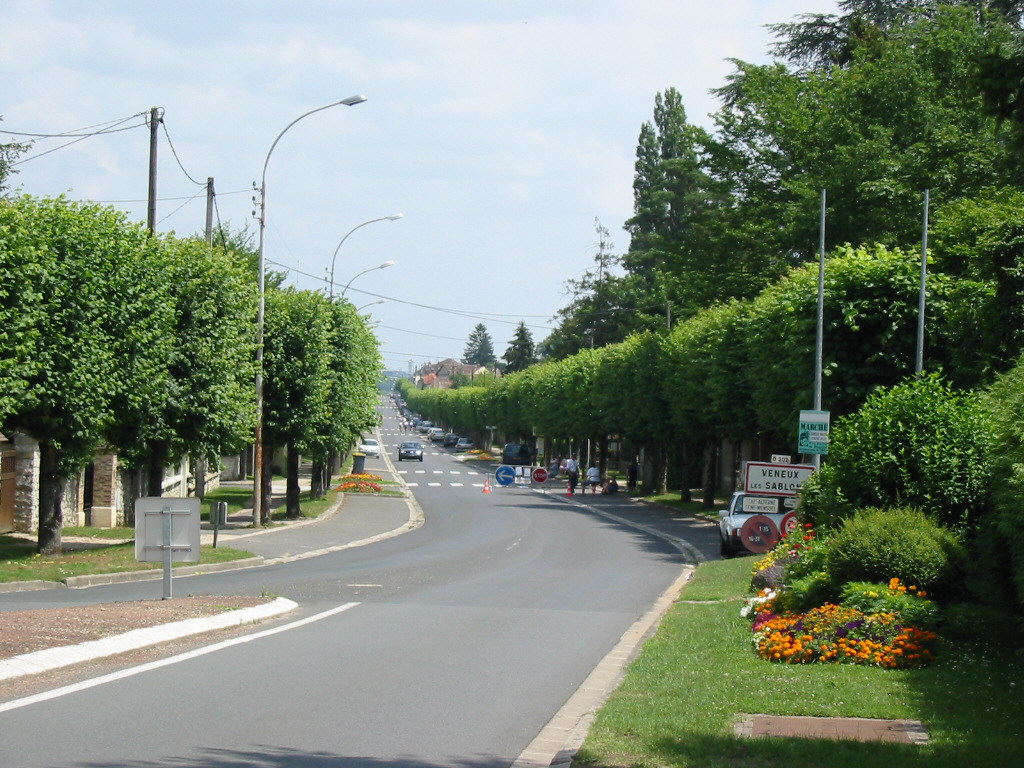
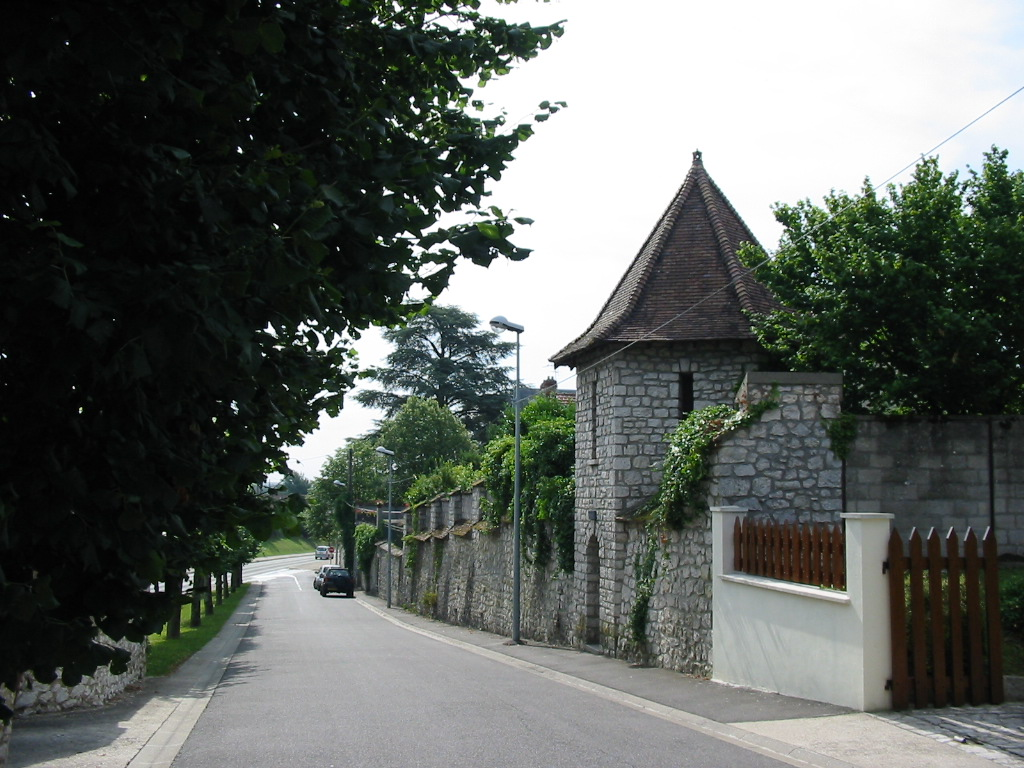
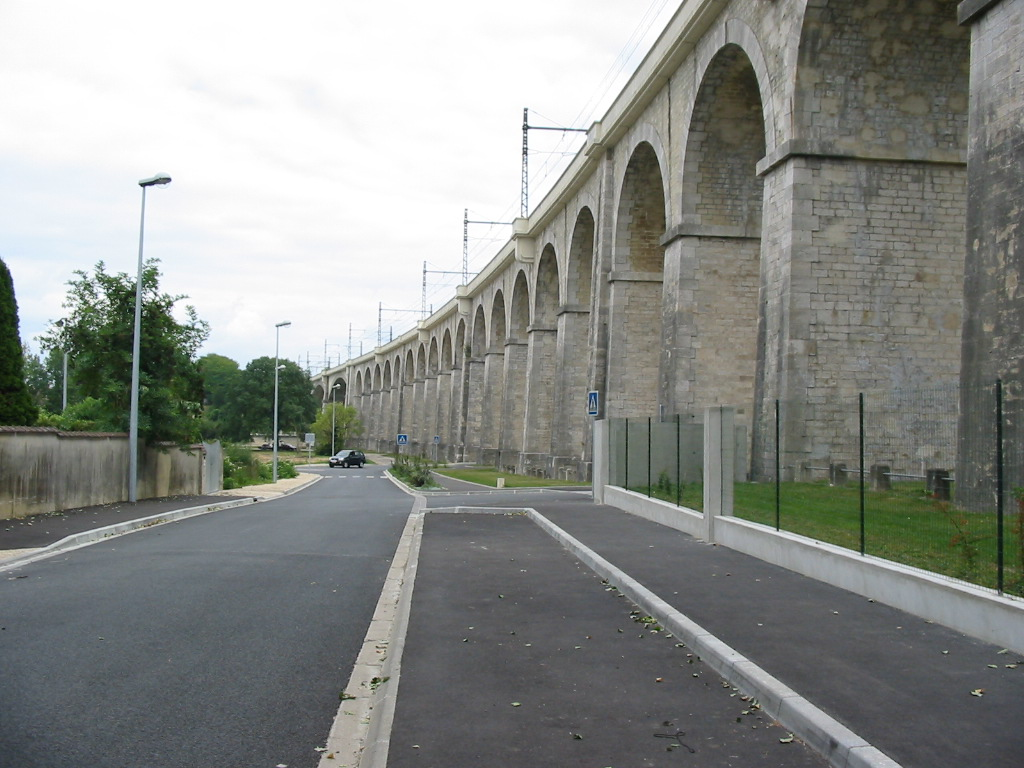
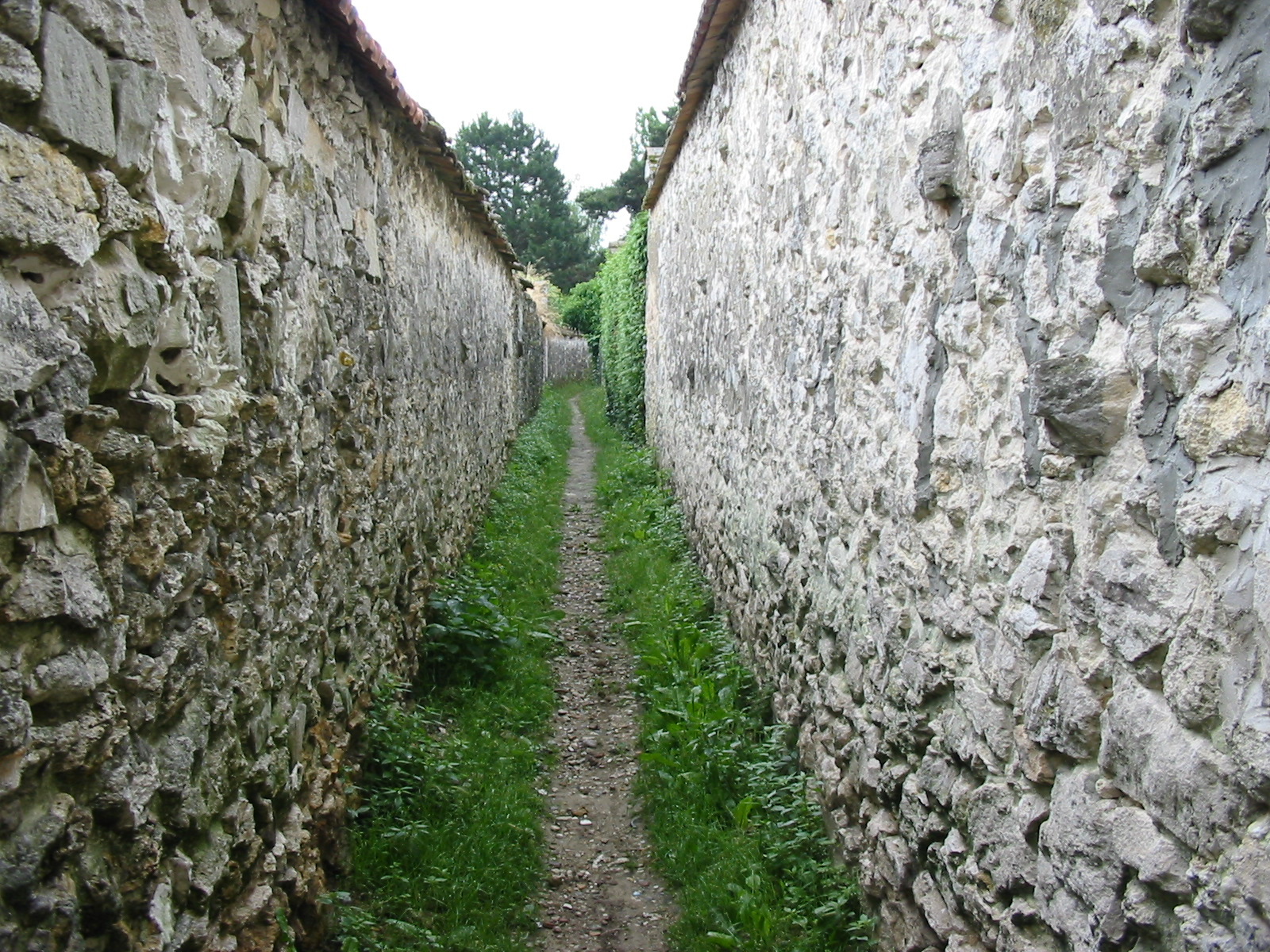

## Partnersteden
- Louny (Tsjechië)